# Dinarmus italicus
Dinarmus italicus är en stekelart som först beskrevs av Masi 1922.  Dinarmus italicus ingår i släktet Dinarmus och familjen puppglanssteklar. Inga underarter finns listade i Catalogue of Life.